# Wszemysł
Wszemysł – staropolskie imię męskie, złożone z członu Wsze- ("wszystek, każdy, zawsze") oraz -mysł ("myśleć"). 